# 해남 단군전
해남 단군전은 대한민국 전라남도 해남군 해남읍 구교리에 있는 단군전이다. 2006년 1월 1일 해남군의 향토문화유산 제12호로 지정되었다.

## 개요
단군전은 원래 화산면 금풍리에 소재하고 있었으나 1957년 현재의 서림공원 내의 위치로 이건되었다. 단군전은 1920년대 화산면 금풍리에 사는 백운 이종철이 휘문고등보통학교 재학시 구월산 삼상사를 방문하여 보니 일제의 만행으로 영정과 사당이 폐허가 되어있어 영정을 고향인 화산면 금풍리로 모셔와 전각을 세우고 개천절과 어천절에 제향하였다. 그후 해방이 되자 삼성사(三聖祠)라는 사액을 정하고 제향하다가 해남군민들이 ‘단군전건립기성회’를 조직하여 지금의 위치로 이건하였다. 단군전은 정면 3칸, 측면 1칸의 다포양식의 맞배지붕으로 내부에는 단군영정이 봉안되어 있으며 단군전 부지 바깥에는 단군성조숭모비(檀君聖祖崇慕碑)와 통일기원국조단군상(統一祈願國祖檀君像)이 위치하고 있다.

## 같이 보기
- 단군